# Amblysomus septentrionalis
Amblysomus septentrionalis é uma espécie de mamífero da família Chrysochloridae. Pode ser encontrada na África do Sul e possivelmente em Essuatíni. 